# Trachycephalus coriaceus
Trachycephalus coriaceus là một loài ếch thuộc họ Nhái bén.
Loài này có ở Bolivia, Brasil, Ecuador, Guyane thuộc Pháp, Peru, Suriname, và có thể cả Colombia.
Môi trường sống tự nhiên của chúng là rừng ẩm vùng đất thấp nhiệt đới hoặc cận nhiệt đới.
Chúng hiện đang bị đe dọa vì mất môi trường sống.

## Hình ảnh

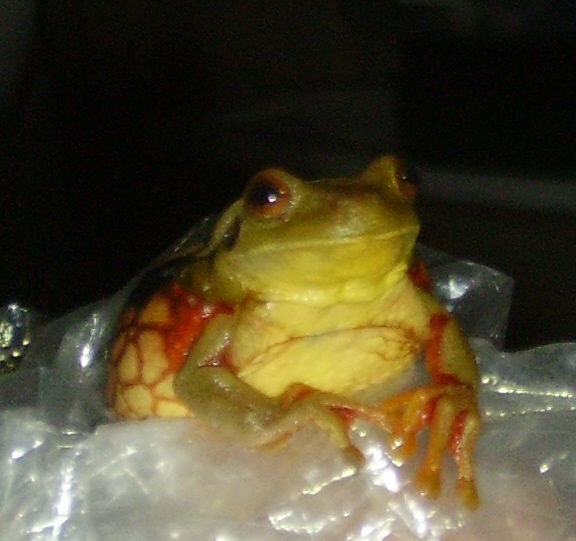